# Ejido Graciano Sánchez
Ejido Graciano Sánchez är en ort i Mexiko.   Den ligger i kommunen Tamuín och delstaten San Luis Potosí, i den centrala delen av landet, 300 km norr om huvudstaden Mexico City. Ejido Graciano Sánchez ligger 67 meter över havet och antalet invånare är 165.
Terrängen runt Ejido Graciano Sánchez är platt. Runt Ejido Graciano Sánchez är det ganska glesbefolkat, med 25 invånare per kvadratkilometer. Närmaste större samhälle är Tamuin, 17,9 km sydväst om Ejido Graciano Sánchez. Omgivningarna runt Ejido Graciano Sánchez är en mosaik av jordbruksmark och naturlig växtlighet.